# Seawise Giant
A Seawise Giant (korábban Porthos és Oppama, későbbi nevein Happy Giant, Jahre Viking, Knock Nevis és Mont) egy gigantikus méretű olajszállító hajó volt. Ez a valaha épült legnagyobb hajó a világon. 2011-ben Indiában szétbontották.

## Története
1974-ben egy görög cég megrendelésére kezdték építeni Japánban. Eredeti neve Porthos lett volna, ezt az építkezés alatt Oppamára változtatták. A hajó 1979-ben készült el, de tulajdonosa nem tudta kifizetni, így egy másik japán vállalat vásárolta meg. Ekkor kapta a Seawise Giant nevet. A vízre bocsátás során kisebb problémák merültek fel, további javításokra volt szükség, így csak 1981-ben szállhatott vízre. Méretei miatt nem tudta a La Manche-, a Szuezi- vagy a Panama-csatornát használni, ezért csak Amerika és a Közel-Kelet partjainál hajózhatott. 
1988. május 14-én az irak–iráni háborúban az iraki repülőgépek egy olajfúró szigetet támadtak meg, ekkor a Seawise Giant is súlyosan megsérült, majd el is süllyedt. Ezután azonban egy másik vállalat vette meg a roncsot, és felújíttatta. 1991-re készült el, neve Happy Giant lett. De még ebben az évben a hajót megvette Jorgen Jahre norvég hajómágnás, és átkeresztelte Jahre Vikingre. 
Jahre 1998-ban elhunyt, ám a hajó a cég tulajdonában maradt egészen 2004-ig, amikor az Olsen Tankers Pte. Ltd. megvásárolta a hajót, és ismét átnevezték. Az új neve Knock Nevis lett. Ezentúl a hajó nem járta a tengereket, hanem úszó raktárnak használták a Perzsa-öbölben.
Ötévnyi raktározás után a vállalat úgy döntött, hogy a továbbiakban már nem éri meg fenntartani, ezért szétbontják. Innen vontatták el Indiába, a Alang-Sosiya-parthoz. Utolsó útján még egyszer utoljára átnevezték a hajót Montnak. A bontást több mint 18 000 ember végezte egy éven át. 2011-re a Mont végleg eltűnt.

### Méretei

A Seawise Giant (a képen Knock Nevis néven) összehasonlítása a világ jelenlegi legnagyobb hajóival

Hossza 458 m, szélessége 67 méter, magassága 29 méter volt, a merülése 24,61 méter. Súlya a rekordot jelentő 657 019 tonna volt. Sebessége 16 csomó volt.